# Ramón Garbey
Ramón Garbey est un boxeur cubain né le 31 mars 1971 à Santiago de Cuba.

## Carrière
Sa carrière amateur est principalement marquée par un titre de champion du monde obtenu à Tampere en 1993 dans la catégorie des poids mi-lourds. Deux ans auparavant, il remportait la médaille de bronze en poids moyens. Garbey passe professionnel en 1996 et remporte la ceinture vacante de champion d'Amérique du Nord NABO des poids lourds-légers en 2001. Il met un terme à sa carrière en 2009 sur un bilan de 19 victoires et 4 défaites.